# Teodorico I de Meissen
Teodorico I (11 de março de 1162 - 18 de janeiro de 1221), chamado o Oprimido, foi o marquês de Meissen de 1198 até sua morte. Foi o segundogênito de Otão II de Meissen e Eduvigis de Brandeburgo.

## Biografia
Teodorico e seu irmão Alberto o Orgulhoso, tornaram-se inimigos quando sua mãe convenceu seu pai de mudar a sucessão de um modo que Teodorico se tornasse o próximo marquês de Meissen e Alberto (ainda que era o filho maior) ficasse com marquesado de Weissenfels. Alberto capturou seu pai com o objetivo de pressioná-lo a manter as regras de sucessão. Após Otão obter sua liberdade por ordem do imperador Federico I, só tinha renovado a guerra quando morreu em 1190. Alberto recuperou Meissen. Teodorico tentou apoderar-se do marquesado novamente, com o apoio de Germano I da Turíngia, com cuja filha havia casado. Em 1195, no entanto, marchou em peregrinação à Palestina.

## A morte de Alberto
Após a morte de Alberto em 1195 sem filhos, Meissen, com suas ricas minas, foi capturada pelo imperador Henrique VI transformando-o em um feudo do império. Teodorico finalmente tomou posse de sua herança dois anos mais tarde, após a morte de Henrique.
Na época da luta entre os dois soberanos rivais Filipe da Suábia e Otão IV, Felipe entregou a Teodorico a tenência da Marca de Meissen novamente. Após aquela época, Teodorico pôs-se ao lado de Felipe e tornou-se leal aos Hohenstaufen inclusive após o assassinato dele em 1208.
Teodorico viu-se engajado em sérias discussões com a cidade de Leipzig e a nobreza de Meissen. Após um um falido cerco em Leipzig no ano de 1217 chegou a um acordo, mas depois tomou a cidade mediante um engano, fez demolir as muralhas da cidade e construiu três castelos próprios dentro da cidade, ocupando-os com seus próprios homens.

## Morte
O marquês Teodorico morreu o 18 de fevereiro de 1221, possivelmente envenenado por seu médico, instigado pelo povo de Leipzig e a nobreza insatisfeita. Deixou uma viúva, Juta da Turíngia, filha de Germâno I da Turíngia. Alguns de seus filhos já haviam morrido.